# Need for Speed: World
Need for Speed: World pre nazivan(Need for Speed: World Online) je free-to-play MMO igrica koja je napravljena od Quackline Games i EA Singapore, a objavljena od Electronic Arts 27.jula 2010. godine, a ugašena 14.jula 2015. godine kao i: Fifa World, Battlefield Heroes i Battlefield Play4Free.
World je napravljen mesavinom Most Wanteda i Carbona i fokusirali se na ilegalne ulicne trke,policiske jurnjave,MMO i sa specijalnim abilitijima.Smesten je u Tri-City koja je mesavina mape igara Most Wanteda i Carbona 
Pre 8.septembra 2010. je napravljen Level Cap kome je igrač igrao do levela 10 da dođe u level 11 treba da kupi Starter Pack da bi nastavio dalje da igra ako nije kupljen Starter Pack onda samo moze Free Roam da se igra.Kada je Need for Speed World dobio 1 milion igraca EA Games je ucinio potpunoF2P bez ikahvih mikrotranksracija

### Modovi
Postojalo je dosta modova (Night Mode,Holiday Mode,Team Escape Mode,Treasure Hunt Mode i Drag Mode)

## Development
Igra je najavljena najpre F2P. U oktobru 2009. otvoren je javno beta testiranje "World", ograničeno na stanovnike Tajvana. Ukupno je bilo sedam beta beta sednica. Osim prve, sve su bile dostupne širom sveta rezidentima koji su se prijavili, ispunjavaju kriterije za prijem i prihvaćaju se. Otvorena beta verzija pokrenuta je 2. septembra 2010. u 10 sati ujutro. Beta je trebalo da bbude zatvorena 6. septembra 2010, ali je produžena do 9. septembra 2010. Stres test je otvoren od 13. do 14. septembra 2010. Igrači koji su kupili starter pack mogli su igrati 20. septembra 2010, nedelju dana pre službenog puštanja. Igrači koji nisu kupili starter paket uspeli su igrati 27. septembra 2010. 

## Zatvaranje
15. aprila 2015. EA je saopštila kako će 14. septembra 2015. zatražiti zatvaranje usluge Need for Speed: World i isključivanje usluga za igru, budući da je izdavač smatrao "da igra više ne zadovoljava visoke standarde koje postavlja Need for Speed franšiza. " Mogućnost kupovanja usluge SpeedBoost i stvaranja novih računa bila je onemogućena od najave. Battlefield Heroes, Battlefield Play4Free i FIFA World trebalo bi da budu zatvoreni na istom mestu